# Kopi Luwak

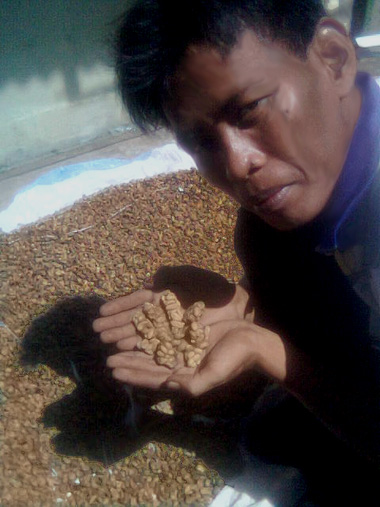
Excremente de Paradoxurus hermaphroditus înainte de prelucrare

Kopi Luwak este o cafea obținută din boabele care au fost ingerate de un animal, civeta de palmier (Paradoxurus hermaphroditus), specie asemănătoare zibetei, și care au fost expulzate prin excremente. Aceste animale se hrănesc cu boabele coapte de cafea dar pe care nu le digeră în totalitate. 
În limba indoneziană, kopi înseamnă cafea iar luwak- Paradoxurus hermaphroditus. Acest animal pe lângă bobele de cafea se mai hrănește cu insecte, mici mamifere dar și alte fructe. Chiar dacă partea interioară a bobului de cafea nu este digerată aceasta este modificată din punct de vedere chimic de către enzimele ce se află în tubul digestiv al Paradoxurus hermaphroditus-ului, enzime care dau savoare cafelei și care distrugând proteinele reduc din gustul amărui al cafelei. Această enzimă se numește protează. 
Excrementele acestui animal sunt recoltate, apoi spălate cu grijă și prăjite ușor pentru a nu distruge aroma complexă pe care au dobândit-o în urma procesului de digestie din tubul digestiv al Paradoxurus hermaphroditus-ului. 

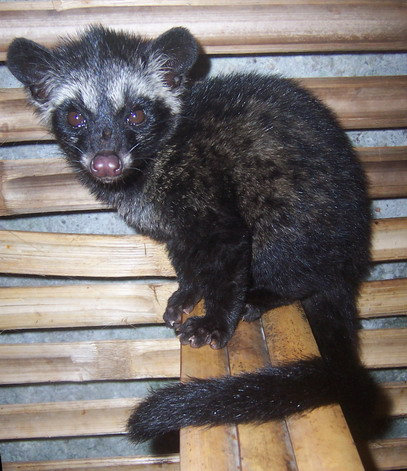
Paradoxurus hermaphroditus

Cafeaua Kopi Luwak este recoltată în insulele: Jawa, Sumatra, Bali, Sulawesi, Filipine (aici denumită kape alamid), Timorul de Est (numit kafé laku) și unele regiuni din sudul Indiei. În Vietnam se numește cà-fê chồn și este produsă din boabele cafelei robusta și, în afară de aceasta, există sortimente care sunt modicate pe cale artificială cu ajutorul unor substanțe chimice. 
Cafeaua Kopi Luwak este sortimentul cel mai scump la ora actuală, kilogramul vânzându-se în jurul prețului de 400 €/kg. Principalele piețe de desfacere sunt Japonia și SUA.